# 캐나디안 풋볼
캐나디안 풋볼(Canadian football)은 캐나다에서 유래한 미식축구와 유사한 스포츠이다. 캐나다에서 12명의 선수로 구성된 두 팀이 길이 110야드(101m), 너비 65야드(59m)의 경기장을 차지하기 위해 경쟁하며 뾰족한 타원형 공을 경기장, 즉 상대팀 득점지역(엔드존) 안으로 밀어 넣는 스포츠이다.
캐나다에서 풋볼(football)이라는 용어는 상황에 따라 캐나디안 풋볼와 미식축구를 집합적으로 지칭할 수도 있고 구체적으로 두 스포츠를 모두 지칭할 수도 있다. 캐나다 이외의 지역에서는 캐나디안 풋볼이라는 용어가 미국에서도 이 스포츠를 설명하는 데만 사용된다. 그리디론 풋볼(gridiron football)이라는 용어는 두 스포츠를 집합적으로 지칭하기 위해 전 세계적으로도 사용된다. 이 두 스포츠는 기원을 공유하고 밀접하게 관련되어 있지만 몇 가지 중요한 차이점이 있다. 적어도 비공식적인 국경 간 협력이 존재했음을 암시하는 정황 증거가 있는 몇 가지 사소하고 최근의 변경을 제외하면 두 스포츠의 현대 규칙은 독립적으로 발전했다.
캐나다의 럭비는 1860년대 초에 처음 기록되었으며 1824년에 영국 이민자들에 의해 캐나다로 옮겨진 것으로 추정된다. 시간이 지남에 따라 캐나디안 풋볼로 알려진 게임이 발전했다. 스포츠 최고의 프로 리그인 캐나다 풋볼 리그(CFL)와 아마추어 경기를 관리하는 기관인 풋볼 캐나다 모두 그 뿌리는 1880년에 캐나다 럭비 풋볼 연합(Canadian Rugby Football Union)의 창립으로 거슬러 올라간다.
CFL은 가장 인기 있고 유일한 주요 캐나다 프로 축구 리그이다. 챔피언십 게임인 그레이 컵(Gray Cup)은 캐나다 최대의 스포츠 이벤트 중 하나로 광범위한 텔레비전 시청자의 관심을 끌고 있다. 2009년에는 캐나다 인구의 약 40%가 게임의 일부를 시청했다. 2014년에는 33%에 가까웠고, 4분기에는 시청자 수가 510만 명으로 정점을 찍었다.

## 같이 보기
- 미식축구
- 럭비